# Siège d'Antioche (968-969)
Pour les articles homonymes, voir Siège d'Antioche (homonymie).
guerres arabo-byzantines

## L’évènement

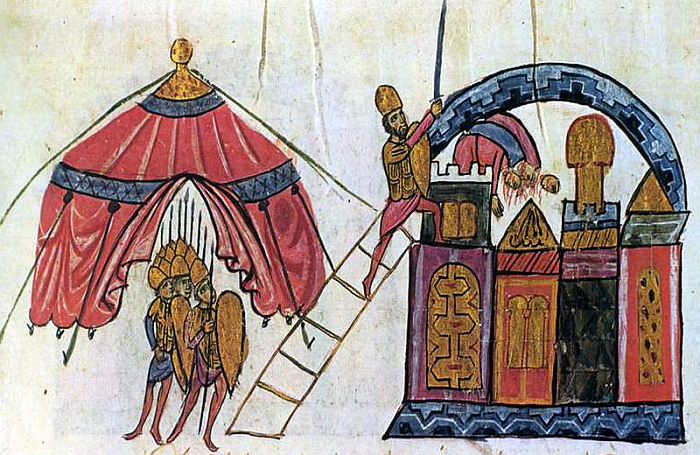
Le siège d'Antioche 969

Le siège d’Antioche de 968-69 est un combat mené par l’Empire byzantin à la ville d’Antioche contre les forces arabes Hamdanides menées par au départ l’empereur Nicéphore II. Puis, elle sera menée par le commandement Michael Bourtzes, un patricien byzantin et par l’aide de Pierre le patricien du thème de Cicilie. L’importance de la ville est capitale  au niveau géographique et religieux pour les Byzantins. C’est un succès pour byzance pour la reconquête de la ville avec très peu de pertes Byzantines.

## Contexte historique
Nicéphore II Phocas monte sur le trône de l’empire en 963 et règne en devenant l’empereur des Byzantins jusqu’en 969 d’où il meurt d’un assassinat. L’empereur byzantin surnomé « l'empereur guerrier » change sa politique défensive et se prépare principalement à la guerre à l’est, mais se préoccupe moins de l’ouest comme l’Italie. La Cicilie était la principale source d’attention de l’empereur. Après les perturbations civiles dans le milieu urbain en printemps 966, Nicéphore marque une méthode de combat assez originale. Au lieu d’engager un combat de grande envergure, il préfère faire des combats d’importance plus petite comme des raids. Ce type d’engagement vise des points stratégiques des terres. De plus, on cherche à établir un point de rassemblement dans le but de défendre contre une possible contre-attaque. En occupant les lieux, Nicéphore II permet de mettre une pression énorme sur la ville assiégée.
Nicéphore II prône un emploi nouveau de la cavalerie lourde des cataphractaires.Ces cavaliers facilitent le déploiement de raids un peu partout en Syrie. Les raids visent principalement de détruire des lieux de productions économiques de la région de la ville ainsi que les possibles ravitaillements pour la ville. Il provoque principalement les ennemis et s’éloigne d’un engagement important. La vertu de Nicéphore II était de prendre ses ennemis par surprise et de prendre patience si un combat s’éternise. Il attendait avec patience que la ville finisse par capituler. Bien que les coûts de longue durée puissent être importants.  La consommation monétaire de ces conflits n’était pas le souci de Nicéphore II. Il en va à puiser la monnaie dans la réserve pour avoir d’autres fonds. Avec la prise de ville de Cilicia, Nicéphore II s’empara également de l’île de Chypre et devient sous l’autorité impériale. Le commandant de cette expédition est le patricien Niketas Chalkoutzes. La nouvelle acquisition de l’île sera d’un nouveau thème militaire pour les Byzantins renforçant leur pouvoir local. Les ressources financières nouvellement acquises facilitèrent la poursuite de conquêtes encore plus ambitieuses. Alors, Nicéphore se met en route avec son armée vers l’est dans la Syrie avec l’arrivée de plusieurs unités de tagmata, des troupes d’élite de gardes impériales accompagnant l’empereur.

## En route vers Antioche
Cela fait au moins deux siècles que les Byzantins n’ont pas marché sur ce territoire appartenant autrefois à l’empire. La reconquête contre les Arabes en Syrie a commencé à la suite de la prise de l’île de Chypre. L’objectif en Syrie est de prendre la grande ville d’Antioche qui avait une grande importance commerciale et économique durant l’Empire romain. Alors pour Byzance, il est dans l’avantage de regagner ce territoire anciennement perdu. Mais avant cela, la prise d’Alep était nécessaire pour l’avancée des troupes. De plus, avec la percée et l’avance des Arabes au nord de l’Afrique et dans l’Asie Mineure, il est clair que les Byzantins possédant une politique anciennement très défensive doivent prendre l’initiative du combat qui va faire rage. La réputation chez les Arabes de Nicéphore II était très particulière. Ces derniers étant terrorisés par celui-ci, le surnommait : « le croisé blanc » ou même : « l’épée de l’empire ». les succès de Nicéphore II avaient déjà inquiété les populations arabes et le voyait comme un chef militaire très agressif. D’ailleurs, certain pourrait voir cela comme une « croisade » envers les Arabes, en raison que l’empereur byzantin montrait fervemment sa forte croyance envers la religion. Sayf al-Dawla, un gouverneur de la ville d’Allepo de la dynastie d’Hamdanides réussit à maintenir une certaine résistance face à l’armée de Nicéphore toujours en direction vers la ville d’Alep. Mais pour lui, la situation devient critique. En effet, les récoltes sont trop mauvaises et principalement à cause de la méthode employée par l’empereur byzantin. Cette méthode était en faveur pour les Byzantins. En ne cherchant pas une attaque directe envers une grosse cité, mais plutôt des raids un peu partout dans les alentours d’Antioche ont permis l’affaiblissement des troupes arabes dedans la ville.
Finalement, ne possédant à peine deux récoltes provenant des villes de Naja et d’Antioche émet la population de la ville dans une situation critique. De plus, la ville se relevant de deux révoltes la situation de la dynastie Hamdanide est très précaire. Quand Alep est tombé aux mains des Byzantins, leur influence se repend avec une plus grande facilité en Syrie. La prochaine étape de la reconquête la fameuse ville d’Antioche peut mieux démarrer. Bien que les raisons économiques soient assez motivantes pour la reconquête de la ville. Un autre facteur entraine l’idée de la reconquête de cette ville en particulier. En effet, celle du religieux. Antioche est une ville sainte, celle de la première évangélisation, de Paul et de Barnabé. Cette ville a été dans le passé un foyer d’intellectuels et spirituel de premier plan. Donc, pour les Orthodoxes comme pour les chrétiens de traditions syriaques, Antioche est une ville importante au niveau de la religion et de la foi des deux branches chrétiennes. Cette reconquête se rapproche beaucoup d’une « guerre sainte »et possède une idée derrière très religieuse. L’idée de la reprise de Jérusalem vient aussi en tête pour Nicéphore ce qui laisse porter à croire qu’il a une idée de défendre la religion orthodoxe et ses partisans contre les Arabes. Angeliliki Laiou qualifie Nicéphore II comme : « l’incarnation du guerrier pieux combattant pour le peuple chrétien. ». Sa dévotion et son ascétisme envers la religion est très importante pour lui. L’empereur lui-même souhaite que la ville redevienne dans l’un des premiers plans de l’Empire, un berceau de puissance et de rayonnement de Byzance en Orient. L’esprit impérial motivé à ce que cette ville redevienne un pilier de la société de Byzance. Comme elle a fut durant l’antiquité. Ce qui montre intérêt profond envers la reprise de cette ville.

## Arrivée et début du siège à Antioche
Lorsque les troupes impériales arrivent dans les horizons de la cité d’Antioche en octobre 968, le siège et la stratégie de Nicéphore II sont établis, on détruit les environs et on cherche à harceler les troupes défensives. Il aurait même fait une parade devant les portes de la ville pour assurer les habitants à l’intérieur sachent que la présence de l’empereur et de ses troupes impériales soit bien réelle. Ensuite, il divise son armée en petites sections pour les multitudes de raids. Les Byzantins bénéficiaient également d’un avantage climatique : en 967, un violent tremblement de terre aurait grandement facilité les raids de l’Empereur sur la ville d’Antioche. La désorganisation que le tremblement de terre a provoquée et la tentative de reconstruction étaient toujours en cours lors de l’arrivée de l’empereur en Syrie. En bref, Nicéphore II a su comment exploiter cette faiblesse chez les Hamdanides. Lorsque les troupes impériales descendent vers le sud et découvrent dans l’église de la ville une relique très importante du chef de saint Jean-Baptiste à Émèse. Il s’empare ensuite de trois ports majeurs abandonnés par les Hamdanides : Tripoli, Tortose et Laodicée. Autrefois, ces ports constituaient des centres stratégiques essentiels pour la construction de navires militaires grecs.
En revenant vers Antioche, l’empereur continue sa stratégie, mais fait aussi restaurer un fort important durant le siège d’Antioche, le fort de Bagras où Nicéphore place un millier de soldats sous le commandement de Michel Bourtzès, lui-même placé sous l’autorité du stratopédarque Pierre, est le maitre du camp militaire. Ce fort permet de garder la constance dans les raids lors du siège d’Antioche. Nicéphore II ne voulait pas attaquer directement la ville, craignant des dommages à ses infrastructures et à ses lieux saints. Léon Diacre, un historien byzantin évoque ce que Nicéphore II aurait dit à ses troupes un discours important lors du siège d’Antioche avant son départ vers Constantinople pour des raisons diplomatiques et rapportant avec lui la relique trouvée.
Son discours raconte cela : « Compagnons, comme vous le savez, avec l’aide de la Providence et grâce à votre expérience combinée à votre bravoure naturelle, nous avons capturé, contre toute attente, les forteresses situées autour de la cité. Pour cela, je vous exprime ma vive gratitude, pour m’avoir considéré votre chef et pour n’avoir pas été rebuté par les nombreux travaux désagréables et pénibles que la guerre nécessite habituellement d’avoir combattu avec empressement et une force résolue, de sorte qu’aucune des forteresses que nous avons attaquées ne fut un obstacle pour votre valeur; toutes furent capturées […]. » Dans cette première partie du discours, Nicéphore II encourage et motive ses troupes pour leurs exploits lors des récentes conquêtes et marque leur bravoure des soldats et la discipline des troupes byzantines. Les soldats continuent d’admirer leur empereur. Dans la suite de son discours, il est clairement montré l’importance de ne pas endommager la ville bien que plusieurs troupes soient tentées de le faire. « […] Je suis conscient de votre désir de détruire cette cité et combien vous êtes avides et impatients de la démolir et de la ravager par le feu. Mais une forme de pitié s’est progressivement emparée de moi à l’idée que cette ville, qui est la troisième dans le monde, si l’on considère la beauté et la taille de ses murs et que vous voyez quelle hauteur ils atteignent la multitude de ses habitants et la qualité extraordinaire de ses bâtiments, ne deviennent pas un tas de décombres, comme n’importe quelle autre forteresse. » Montrant d’une manière importante que Nicéphore II imposa à ces généraux de continuer les raids autour d’Antioche et de ne pas attaquer la ville directement. L’empereur espérait une reddition imminente de la ville, permettant ainsi une acquisition plus pacifique et évitant les destructions qu’un affrontement aurait pu causer.

## La prise d’Antioche
Le départ de l’empereur pour Constantinople se déroule au printemps 969. Avant son départ il assigne le commandement à Michael Bourtzes récemment promu au rang de patricien au fort de montagne noire située entre la Méditerranée et la ville d’Antioche. Dans ce fort, il y a 500 cavaliers d’élite et 1 000 soldats d’élite. Nicéphore ramena avec lui les troupes tagmata dans la cité impériale Constantinople et permet aussi aux troupes des thèmes «themata» de retourner chez eux. Ce qui réduisit considérablement les effectifs de l’armée Byzantine pendant le siège d’Antioche. Bourztes tente une mission diplomatique pour persuader les Hamdanides à Antioche de se rendre, mais essuie un refus de leur part. Lors de sa visite de la ville, il aurait fait amis avec un le commandant des portes de la ville d’Antioche Aulax. Bourzte l’aurait soudoyé par des cadeaux pour connaitre les dimensions de la porte des tours de Kalla. Laissant la préparation au patricien d’assemblée avec des échelles ayant la bonne taille pour prendre possession de ces tours. Il ne souhaite pas attendre le retour de l’empereur et veut rendre l’empereur fier de son exploit durant le siège d’Antioche.
Lors d’une nuit en 969, il pleuvait beaucoup rendant la visibilité des défenseurs moins importantes. Michael Bourztes envoie 300 piquiers à la muraille. Les soldats tuant les défendeurs qui dormaient permet d’avoir accès aux portes de la fortification. Lorsque la porte était prise, Michael ordonne à Peter le patricien du thème de la Cicile de chercher le reste de l’armée pour prendre la ville. Peter hésite, en raison des instructions de l’empereur qui interdisait de prendre la ville par la force militaire. Les forces d’Antioche s’apercevant la présence de troupes byzantines près de la porte de Kalla, se précipitent pour tenter de la reprendre. Leur échec cause au fil des jours, une tension grimpante dans la population de la ville, provoquant une colère contre les Byzantins. Cette hostilité atteint un maximum lorsque la foule décide de s’en prendre à l’archevêque Christophe, le tuant avant de piller sa résidence et l’église Orthodoxe. Les messages de demande de l’aide de Michael deviennent de plus en plus importants. Le patricien Pierre se retrouve dans une position délicate. En effet, s’il n’assiste pas Bourztes, ce dernier ainsi que les 300 piquiers défendant la porte seront tués et la responsabilité en incombera à Pierre. Cependant, s’il choisit de venir en aide à Bourztes, il enfreindra l’ordre direct de l’empereur byzantin. La capture finalement la ville d’Antioche le 28 octobre 969 se fera avec succès.

## Conséquences du siège
Une des principales conséquences de ce conflit est le gouverneur arabe de Jérusalem accuse l’archevêque Jean d’avoir invité les Byzantins à marcher vers la ville. Il incite la foule à attaquer l’église du Saint-Sépulcre. Au cours, de violente révolte, l’archevêque est tué et l’église incendiée. L’incendie provoque l’effrondement du dôme, causant des destructions dévastatrices pour cet édifice sacré. Quand Nicéphore apprend que Michael Bourztes a envoyé des troupes cherchant à prendre la ville d’Antioche, il n’a pas apprécié cela et destitue le rôle de commandant pour le patricien Bourztes. Pierre continue ses ambitions vers Alep où il s’en sort vainqueur. Le chambellan Qargawaih négocie un traité qui soumet l’émirat à l’Empire, prévoyant le versement d’un tribut de 700 000 dirhams et une capitation d’un dirham par tête. La protection des chrétiens est assurée, ainsi que les taxes douanières byzantines qui s’appliquent sur ces villes récemment conquises. Les territoires au Nord et l’Ouest de l’émirat d’Alep sont annexés, par ce traité signé, marque la volonté des ambitions de Nicéphore, mais à l’heure que ce traité est signé, celui-ci ne verra jamais son œuvre achevée, car il a été assassiné. En somme, la réorganisation des thèmes par Nicéphore II et des tagmata, montre une grande importance dans la conquête de la Syrie et de la prise d’Antioche lors du siège de la ville entre 968 et 969. Avec la prise de la ville, elle permet au Byzantin de mettre une importante protection envers les chrétiens et une ligne de défense en Syrie contre les attaques des Arabes à l’est de l’Empire byzantin.

### Monographies
Cheynet Jean Claude, Le monde byzantin Tome 2, Paris, coll. « L’Empire byzantin, 641-1204 », Presses universitaires de France, 2006 (ISBN 978-2-13-063854-4), p. 32-33
Personnaz Charles, « L’empereur Nicéphore Phocas Byzance face à l’Islam 912-969 », Paris, Berlin, coll, Portraits (Paris 2011), 2013 (ISBN 978-2-7011-6446-5), p. 97,183-191
Romane Julian, « Byzantium Triumphant: The military History of the Byzantines 959-1025 », New York, United States, Pen & Sword Books Limited, 2020 (ISBN 978-1-4738-4592-3), chp 4
Treadgold Warren T., “Byzantium and its army 284-1081”, Standford University of Press, 1995 (ISBN 978-0-8047-3163-8)

### Articles
Cheynet, Jean-Claude, « La stratégie de l’Empire byzantin », Sciences Humaines, n° HS4, 4 mars 2019
Riedel, Meredith, « Nikephoros II Phokas and Orthodox Military Martyrs », The Journal of Medieval Religious Cultures, , vol, 4, 2015